# Cantó de Précy-sous-Thil
El cantó de Précy-sous-Thil és un cantó francès del departament de Costa d'Or, situat al districte de Montbard. Té 18 municipis i el cap és Précy-sous-Thil.

## Municipis
- Aisy-sous-Thil
- Bierre-lès-Semur
- Braux
- Brianny
- Clamerey
- Dompierre-en-Morvan
- Fontangy
- Lacour-d'Arcenay
- Marcigny-sous-Thil
- Missery
- Montigny-Saint-Barthélemy
- Nan-sous-Thil
- Noidan
- Normier
- Précy-sous-Thil
- Roilly
- Thoste
- Vic-sous-Thil

## Història
| Data d'elecció                           | Identitat         | Partit                                  | Qualitat |
| ---------------------------------------- | ----------------- | --------------------------------------- | -------- |
| 1945-1951                                | M. Gobley         | Divers gauche                           |          |
| 1951-1976                                | André Picard      | CNI                                     |          |
| 1976-1994                                | Charles Lucand    | MRG                                     |          |
| 1994-                                    | Martine Eap Dupin | RPR, després Divers droite, després UMP |          |
| les dades anteriors no són pas conegudes |                   |                                         |          |
|                                          |                   |                                         |          |

## Demografia
| A partir de 1990: Població sense dobles comptes |